# Campionats del món de ciclisme de muntanya i trial de 2001

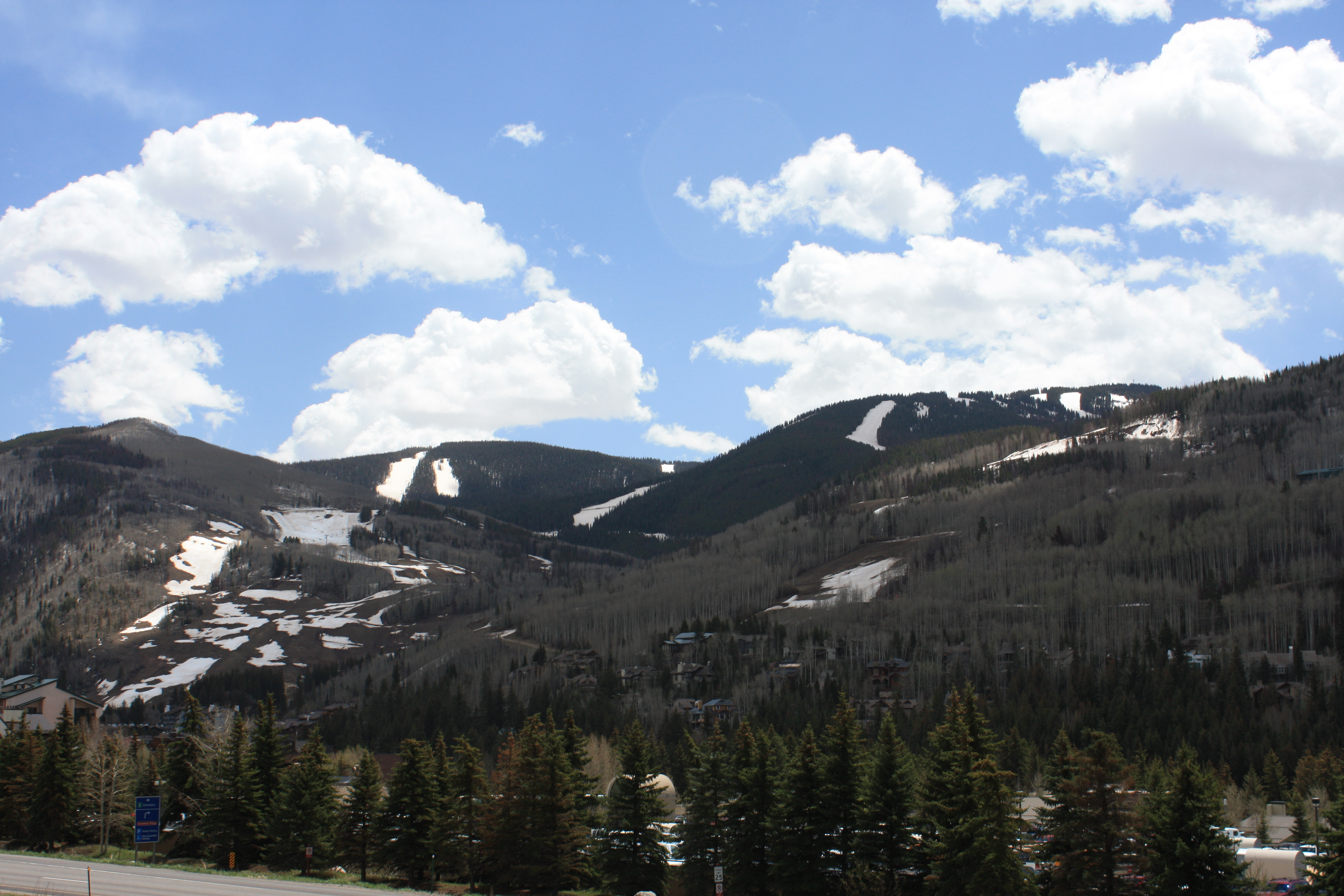
Imatge de la seu on es desenvoluparen les proves.

Els Campionats del món de ciclisme de muntanya i trial de 2001 van ser la 12a edició dels Campionats del món de ciclisme de muntanya organitzats per la Unió Ciclista Internacional. Les proves tingueren lloc del 12 al 16 de setembre de 2001 a Vail (Colorado) als Estats Units d'Amèrica.

## Resultats

### Camp a través
| Proves         | Or                                                                    | Plata                                                              | Bronze                                                                            |
| Masculí        | Roland Green (CAN)                                                    | Thomas Frischknecht (SUI)                                          | Christophe Sauser (SUI)                                                           |
| Femení         | Alison Dunlap (USA)                                                   | Alison Sydor (CAN)                                                 | Sabine Spitz (GER)                                                                |
| Masculí sub-23 | Julien Absalon (FRA)                                                  | Ryder Hesjedal (CAN)                                               | Walker Ferguson (USA)                                                             |
| Masculí júnior | Iñaki Lejarreta (ESP)                                                 | Lars Petter Nordhaug (NOR)                                         | Trent Lowe (AUS)                                                                  |
| Femení júnior  | Nicole Cooke (GBR)                                                    | Maja Włoszczowska (POL)                                            | Julie Pesenti (FRA)                                                               |
| Relleus Mixt   | Canadà · Ryder Hesjedal · Roland Green · Adam Coates · Chrissy Redden | Austràlia · Sid Taberlay · Mary Grigson · Trent Lowe · Cadel Evans | Espanya · José Antonio Hermida · Carlos Coloma · Iñaki Lejarreta · Janet Puiggròs |

### Descens
| Proves         | Or                           | Plata                  | Bronze              |
| Masculí        | Nicolas Vouilloz (FRA)       | Steve Peat (GBR)       | Greg Minnaar (RSA)  |
| Femení         | Anne-Caroline Chausson (FRA) | Fionn Griffiths (GBR)  | Leigh Donovan (USA) |
| Masculí júnior | Ben Cory (AUS)               | Julien Camellini (FRA) | Sam Hill (AUS)      |
| Femení júnior  | Mio Suemasa (JPN)            | Céline Gros (FRA)      | Helen Gaskell (GBR) |

### Dual Slalom
| Proves  | Or                           | Plata                | Bronze             |
| Masculí | Brian Lopes (USA)            | Cédric Gracia (FRA)  | Wade Bootes (AUS)  |
| Femení  | Anne-Caroline Chausson (FRA) | Katrina Miller (AUS) | Tara Llannes (USA) |

### Trial
| Proves                       | Or                     | Plata                 | Bronze               |
| Masculí - 20 polzades        | Rafal Kumorowski (POL) | Marco Hösel (GER)     | Benito Ros (ESP)     |
| Masculí - 26 polzades        | Marc Caisso (FRA)      | Daniel Comas (ESP)    | Bruno Arnold (FRA)   |
| Femení                       | Karin Moor (SUI)       | Floriane Combe (FRA)  | Céline Walther (FRA) |
| Masculí júnior - 20 polzades | Kenny Belaey (BEL)     | Simon Billmaier (GER) | Stefan Moor (SUI)    |
| Masculí júnior - 26 polzades | Vincent Hermance (FRA) | Thomas Ohler (AUT)    | Kenny Belaey (BEL)   |
| Equips - 20 polzades         | Espanya                | Alemanya              | Polònia              |
| Equips - 26 polzades         | França                 | Espanya               | Polònia              |

## Medaller
| Pos.  | País         | Or | Plata | Bronze | Total |
| 1     | França       | 7  | 4     | 3      | 14    |
| 2     | Espanya      | 2  | 2     | 2      | 6     |
| 3     | Canadà       | 2  | 2     | 0      | 4     |
| 4     | Estats Units | 2  | 0     | 3      | 5     |
| 5     | Austràlia    | 1  | 2     | 3      | 6     |
| 6     | Regne Unit   | 1  | 2     | 1      | 4     |
| 7     | Polònia      | 1  | 1     | 2      | 4     |
| 7     | Suïssa       | 1  | 1     | 2      | 4     |
| 9     | Bèlgica      | 1  | 0     | 1      | 2     |
| 10    | Japó         | 1  | 0     | 0      | 1     |
| 11    | Alemanya     | 0  | 3     | 1      | 4     |
| 12    | Àustria      | 0  | 1     | 0      | 1     |
| 12    | Noruega      | 0  | 1     | 0      | 1     |
| 14    | Sud-àfrica   | 0  | 0     | 1      | 1     |
| Total | Total        | 19 | 19    | 19     | 57    |